# Ampithoe africana
Ampithoe africana är en kräftdjursart. Ampithoe africana ingår i släktet Ampithoe och familjen Ampithoidae. Inga underarter finns listade i Catalogue of Life.